# Hermann von Blume
Hermann Friedrich Wilhelm Blume, seit 1888 von Blume (* 2. März 1824 in Stralsund; † 2. August 1889 in Marburg) war ein preußischer Generalmajor.

## Leben

### Herkunft
Hermann (von) Blume war ein Sohn des Gymnasiallehrers Wilhelm Hermann Blume (1795–1869) und dessen Ehefrau Luise, geborene Luttig (1799–1880). Sein Vater war Domherr von Brandenburg und Gymnasialdirektor. Der spätere preußische General der Infanterie Wilhelm von Blume (1835–1919) war sein jüngerer Bruder.

### Militärkarriere
Blume besuchte Gymnasien in Potsdam und Berlin sowie die Ritterakademie in Brandenburg, die sein Vater leitete. Anschließend trat er am 25. März 1842 in das 20. Infanterie-Regiment der Preußischen Armee ein und erhielt Mitte Dezember 1843 den Charakter als Sekondeleutnant. Im Oktober des Folgejahres wurde Blume dem 27. Infanterie-Regiment aggregiert und Anfang Juli 1846 als Sekondeleutnant mit Patent vom 8. März 1844 über den Etat einrangiert. Von Juli 1849 bis Anfang März 1855 war er Adjutant des II. Bataillons und kam im Oktober 1855 als Kompanieführer beim I. Bataillon im 27. Landwehr-Regiment nach Halberstadt. Hier stieg Blume Mitte Oktober 1856 zum Premierleutnant auf und fungierte von Ende Oktober 1857 bis Mai 1859 als Regimentsadjutant. Nach seiner Beförderung zum Hauptmann wurde er Mitte Dezember 1859 zum Chef der 2. Kompanie im 27. Infanterie-Regiment ernannt. In gleicher Eigenschaft folgte am 23. Oktober 1862 seine Versetzung in das 8. Ostpreußische Infanterie-Regiment Nr. 45, wo Blume die 12. Kompanie befehligte. Während des Deutschen Krieges war er 1866 für die Dauer der Mobilmachung Führer des III. Bataillons im 4. Ostpreußischen Landwehr-Regiment Nr. 5 in Preußisch Stargard, ohne allerdings zu einem Fronteinsatz zu kommen.
Mit seiner Beförderung zum Major wurde Blume am 30. Oktober 1866 in das 4. Westfälische Infanterie-Regiment Nr. 17 versetzt und am 25. September 1867 zum Kommandeur des II. Bataillons in Celle ernannt. Er führte sein Bataillon 1870/71 während des Krieges gegen Frankreich in den Schlachten bei Vionville, Gravelotte, Beaugency und Le Mans sowie bei der Belagerung von Metz. Anlässlich der Kaiserproklamation in Versailles wurde Blume am 18. Januar 1871 zum Oberstleutnant befördert und nach dem Friedensschluss, ausgezeichnet mit beiden Klassen des Eisernen Kreuzes, Mitte Juli 1871 als Kommandeur des I. Bataillons im 6. Badischen Infanterie-Regiment nach Konstanz versetzt. Vom 11. Mai bis zum 20. November 1872 kommandierte man ihn zur Führung des 4. Badischen Infanterie-Regiments „Prinz Wilhelm“ Nr. 112 und beauftragt Blume anschließend unter Stellung à la suite mit der Führung des 1. Rheinischen Infanterie-Regiments Nr. 25 in Straßburg. Am 20. Januar 1873 wurde er Regimentskommandeur und in dieser Stellung am 22. März 1873 zum Oberst befördert sowie am 8. Mai 1877 mit dem Kronenorden II. Klasse ausgezeichnet. Blume avancierte am 13. März 1879 zum Generalmajor und erhielt das Kommando über die in Köln stationierte 29. Infanterie-Brigade. Unter Verleihung des Roten Adlerordens II. Klasse mit Eichenlaub wurde er am 7. August 1880 in Genehmigung seines Abschiedsgesuches mit der gesetzlichen Pension zur Disposition gestellt.
Nach seiner Verabschiedung wurde er am 3. Mai 1888 gemeinsam mit seinem Bruder durch Kaiser Friedrich III. in den erblichen preußischen Adelsstand erhoben.

### Familie
Blume verheiratete sich am 8. Oktober 1851 in Wetzlar mit Irene Aldefeld (1831–1902). Aus der Ehe gingen folgende Kinder hervor:
- Sophie Franziska (* 1852) ⚭ 26. November 1878 Hermann von Lohr († 1901)
- Irene Berta (* 1854) ⚭ 28. Juni 1883 Ernst Fleck († 1884), preußischer Präsident der Eisenbahndirektion Breslau
- Wilhelm Hermann (1856–1898), kaiserlicher Kreisdirektor ⚭ 13. April 1889 Elise Seitz (* 1869)
- Luise Alwine (* 1860) ⚭ 23. Juli 1891 Heinrich von Arnim († 1900), preußischer Sanitätsrat
- Hermann Franz (* 1865), Kaufmann, preußischer Oberleutnant der Landwehr a. D. ⚭ 19. September 1903 Anna Müller (* 1879)
- Friedrich Karl (* 1872), preußischer Major a. D. ⚭ 23. August 1902 Margarete Abel (* 1875)